# Иловский, Владимир Семёнович
Владимир Семёнович Иловский (род. 20 января 1954) — учитель истории и обществознания; народный депутат России, член Совета Национальностей Верховного Совета РФ (1990—1993).

## Биография
Окончил Ивановский государственный университет. Работал учителем средней школы в городе Иваново.
В 1988 г. был избран делегатом Всесоюзного съезда работников образования.
В 1990—1993 гг. — народный депутат России, член Комитета Верховного Совета по науке и народному образованию.
Выступал за скорейшее принятие законов о земле, собственности, местном самоуправлении, защищающих права человека. Считал необходимой реформу среднего и высшего образования на принципах гуманитаризации, компьютеризации, интеграции — изучения предметов блоками и многопрофильности. Призывал покончить с остаточным принципом финансирования образования.
Работал учителем истории и обществознания средней школы № 19 г. Иваново.

## Награды и признание
- Муниципальная премия «Престиж» Администрации г. Иваново (2012)